# خوليو مارتينيز
خوليو مارتينيز (بالإسبانية: Julio Martínez)‏ هو صحفي تشيلي، ولد في 23 يونيو 1923 في تيموكو في تشيلي، وتوفي في 2 يناير 2008 في سانتياغو في تشيلي بسبب سرطان البروستاتا.